# Júlio Prestes
Pour les articles homonymes, voir Prestes.
Júlio Prestes (15 mars 1882 à Itapetininga – 9 février 1946 à São Paulo) est un homme politique brésilien. Il est notamment élu président de la république des États-Unis du Brésil en 1930 mais n'entre jamais en fonction.